# Sandnes (Nordland)
Sandnes is een plaats in de Noorse gemeente Hadsel, provincie Nordland. Sandnes telt 365 inwoners (2007) en heeft een oppervlakte van 0,46 km².